# Sinosaurosphargis
Sinosaurosphargis es un género extinto de reptil marino no sauropterigio que vivió a principios del Triásico Medio (subetapa del Pelsoniano, etapa del Anisiense) hallado en Yangmazhai, condado de Luoping en la provincia de Yunnan, al suroeste de China. Es conocido a partir del holotipo IVPP V 17040, el cual consiste de un esqueleto y el cráneo casi completos, del paratipo IVPP V 16076, una vértebra dorsal, costillas, con osteodermos y fregmentos de las costillas gastrales y del material referido ZMNH M 8797, un miembro posterior derecho. Sus fósiles fueron recuperados del Lagerstätte de la formación Guanling del Triásico. Fue nombrado y descrito por Chun Li, Olivier Rieppel, Xiao-Chun Wu, Li-Jun Zhao y Li-Ting Wang en 2011 y la especie tipo es Sinosaurosphargis yunguiensis. El nombre del género viene del latín Sino, es decir de China; sauro, lagarto y sphargis, similar a una tortuga (Shargis es un sinónimo más moderno de Dermochelys). El nombre de la especie se deriva de las provincias de Yunnan y Guizhou, en las que se encontró la especie. Está cercanamente relacionado al género Saurosphargis y es similar en apariencia a los placodontes.

## Filogenia
Cladograma según Li et al., 2011:
|  | Odontochelys                                               |
|  |                                                            |
|  | \| \| Proganochelys \| \| \| \| \| \| Chelydra \| \| \| \| |
|  |                                                            |
|  | Proganochelys                                              |
|  |                                                            |
|  | Chelydra                                                   |
|  |                                                            |

|  | Proganochelys |
|  |               |
|  | Chelydra      |
|  |               |

|  | Odontochelys                                               |
|  |                                                            |
|  | \| \| Proganochelys \| \| \| \| \| \| Chelydra \| \| \| \| |
|  |                                                            |
|  | Proganochelys                                              |
|  |                                                            |
|  | Chelydra                                                   |
|  |                                                            |

|  | Proganochelys |
|  |               |
|  | Chelydra      |
|  |               |

|                 | Helveticosaurus                                                     |
|                 |                                                                     |
|                 | Eusaurosphargis                                                     |
|                 |                                                                     |
|                 | Thalattosauriformes                                                 |
|                 |                                                                     |
|                 | Ichthyopterygia                                                     |
|                 |                                                                     |
|                 | Placodontia                                                         |
|                 |                                                                     |
|                 | Eosauropterygia                                                     |
|                 |                                                                     |
| Saurosphargidae | \| \| Saurosphargis \| \| \| \| \| \| Sinosaurosphargis \| \| \| \| |
|                 | \| \| Saurosphargis \| \| \| \| \| \| Sinosaurosphargis \| \| \| \| |
|                 | Saurosphargis                                                       |
|                 |                                                                     |
|                 | Sinosaurosphargis                                                   |
|                 |                                                                     |

|  | Saurosphargis     |
|  |                   |
|  | Sinosaurosphargis |
|  |                   |

|  | Odontochelys                                               |
|  |                                                            |
|  | \| \| Proganochelys \| \| \| \| \| \| Chelydra \| \| \| \| |
|  |                                                            |
|  | Proganochelys                                              |
|  |                                                            |
|  | Chelydra                                                   |
|  |                                                            |

|  | Proganochelys |
|  |               |
|  | Chelydra      |
|  |               |

|  | Odontochelys                                               |
|  |                                                            |
|  | \| \| Proganochelys \| \| \| \| \| \| Chelydra \| \| \| \| |
|  |                                                            |
|  | Proganochelys                                              |
|  |                                                            |
|  | Chelydra                                                   |
|  |                                                            |

|  | Proganochelys |
|  |               |
|  | Chelydra      |
|  |               |

|                 | Helveticosaurus                                                     |
|                 |                                                                     |
|                 | Eusaurosphargis                                                     |
|                 |                                                                     |
|                 | Thalattosauriformes                                                 |
|                 |                                                                     |
|                 | Ichthyopterygia                                                     |
|                 |                                                                     |
|                 | Placodontia                                                         |
|                 |                                                                     |
|                 | Eosauropterygia                                                     |
|                 |                                                                     |
| Saurosphargidae | \| \| Saurosphargis \| \| \| \| \| \| Sinosaurosphargis \| \| \| \| |
|                 | \| \| Saurosphargis \| \| \| \| \| \| Sinosaurosphargis \| \| \| \| |
|                 | Saurosphargis                                                       |
|                 |                                                                     |
|                 | Sinosaurosphargis                                                   |
|                 |                                                                     |

|  | Saurosphargis     |
|  |                   |
|  | Sinosaurosphargis |
|  |                   |

Sin Ichthyopterygia:

|  | Odontochelys                                               |
|  |                                                            |
|  | \| \| Proganochelys \| \| \| \| \| \| Chelydra \| \| \| \| |
|  |                                                            |
|  | Proganochelys                                              |
|  |                                                            |
|  | Chelydra                                                   |
|  |                                                            |

|  | Proganochelys |
|  |               |
|  | Chelydra      |
|  |               |

|  | Helveticosaurus |
|  |                 |
|  | Eusaurosphargis |
|  |                 |

|  | Placodontia     |
|  |                 |
|  | Eosauropterygia |
|  |                 |

|                 | Thalattosauriformes                                                 |
|                 |                                                                     |
| Saurosphargidae | \| \| Saurosphargis \| \| \| \| \| \| Sinosaurosphargis \| \| \| \| |
|                 | \| \| Saurosphargis \| \| \| \| \| \| Sinosaurosphargis \| \| \| \| |
|                 | Saurosphargis                                                       |
|                 |                                                                     |
|                 | Sinosaurosphargis                                                   |
|                 |                                                                     |

|  | Saurosphargis     |
|  |                   |
|  | Sinosaurosphargis |
|  |                   |

|                 | Thalattosauriformes                                                 |
|                 |                                                                     |
| Saurosphargidae | \| \| Saurosphargis \| \| \| \| \| \| Sinosaurosphargis \| \| \| \| |
|                 | \| \| Saurosphargis \| \| \| \| \| \| Sinosaurosphargis \| \| \| \| |
|                 | Saurosphargis                                                       |
|                 |                                                                     |
|                 | Sinosaurosphargis                                                   |
|                 |                                                                     |

|  | Saurosphargis     |
|  |                   |
|  | Sinosaurosphargis |
|  |                   |

|  | Placodontia     |
|  |                 |
|  | Eosauropterygia |
|  |                 |

|                 | Thalattosauriformes                                                 |
|                 |                                                                     |
| Saurosphargidae | \| \| Saurosphargis \| \| \| \| \| \| Sinosaurosphargis \| \| \| \| |
|                 | \| \| Saurosphargis \| \| \| \| \| \| Sinosaurosphargis \| \| \| \| |
|                 | Saurosphargis                                                       |
|                 |                                                                     |
|                 | Sinosaurosphargis                                                   |
|                 |                                                                     |

|  | Saurosphargis     |
|  |                   |
|  | Sinosaurosphargis |
|  |                   |

|                 | Thalattosauriformes                                                 |
|                 |                                                                     |
| Saurosphargidae | \| \| Saurosphargis \| \| \| \| \| \| Sinosaurosphargis \| \| \| \| |
|                 | \| \| Saurosphargis \| \| \| \| \| \| Sinosaurosphargis \| \| \| \| |
|                 | Saurosphargis                                                       |
|                 |                                                                     |
|                 | Sinosaurosphargis                                                   |
|                 |                                                                     |

|  | Saurosphargis     |
|  |                   |
|  | Sinosaurosphargis |
|  |                   |

|  | Helveticosaurus |
|  |                 |
|  | Eusaurosphargis |
|  |                 |

|  | Placodontia     |
|  |                 |
|  | Eosauropterygia |
|  |                 |

|                 | Thalattosauriformes                                                 |
|                 |                                                                     |
| Saurosphargidae | \| \| Saurosphargis \| \| \| \| \| \| Sinosaurosphargis \| \| \| \| |
|                 | \| \| Saurosphargis \| \| \| \| \| \| Sinosaurosphargis \| \| \| \| |
|                 | Saurosphargis                                                       |
|                 |                                                                     |
|                 | Sinosaurosphargis                                                   |
|                 |                                                                     |

|  | Saurosphargis     |
|  |                   |
|  | Sinosaurosphargis |
|  |                   |

|                 | Thalattosauriformes                                                 |
|                 |                                                                     |
| Saurosphargidae | \| \| Saurosphargis \| \| \| \| \| \| Sinosaurosphargis \| \| \| \| |
|                 | \| \| Saurosphargis \| \| \| \| \| \| Sinosaurosphargis \| \| \| \| |
|                 | Saurosphargis                                                       |
|                 |                                                                     |
|                 | Sinosaurosphargis                                                   |
|                 |                                                                     |

|  | Saurosphargis     |
|  |                   |
|  | Sinosaurosphargis |
|  |                   |

|  | Placodontia     |
|  |                 |
|  | Eosauropterygia |
|  |                 |

|                 | Thalattosauriformes                                                 |
|                 |                                                                     |
| Saurosphargidae | \| \| Saurosphargis \| \| \| \| \| \| Sinosaurosphargis \| \| \| \| |
|                 | \| \| Saurosphargis \| \| \| \| \| \| Sinosaurosphargis \| \| \| \| |
|                 | Saurosphargis                                                       |
|                 |                                                                     |
|                 | Sinosaurosphargis                                                   |
|                 |                                                                     |

|  | Saurosphargis     |
|  |                   |
|  | Sinosaurosphargis |
|  |                   |

|                 | Thalattosauriformes                                                 |
|                 |                                                                     |
| Saurosphargidae | \| \| Saurosphargis \| \| \| \| \| \| Sinosaurosphargis \| \| \| \| |
|                 | \| \| Saurosphargis \| \| \| \| \| \| Sinosaurosphargis \| \| \| \| |
|                 | Saurosphargis                                                       |
|                 |                                                                     |
|                 | Sinosaurosphargis                                                   |
|                 |                                                                     |

|  | Saurosphargis     |
|  |                   |
|  | Sinosaurosphargis |
|  |                   |

|  | Odontochelys                                               |
|  |                                                            |
|  | \| \| Proganochelys \| \| \| \| \| \| Chelydra \| \| \| \| |
|  |                                                            |
|  | Proganochelys                                              |
|  |                                                            |
|  | Chelydra                                                   |
|  |                                                            |

|  | Proganochelys |
|  |               |
|  | Chelydra      |
|  |               |

|  | Helveticosaurus |
|  |                 |
|  | Eusaurosphargis |
|  |                 |

|  | Placodontia     |
|  |                 |
|  | Eosauropterygia |
|  |                 |

|                 | Thalattosauriformes                                                 |
|                 |                                                                     |
| Saurosphargidae | \| \| Saurosphargis \| \| \| \| \| \| Sinosaurosphargis \| \| \| \| |
|                 | \| \| Saurosphargis \| \| \| \| \| \| Sinosaurosphargis \| \| \| \| |
|                 | Saurosphargis                                                       |
|                 |                                                                     |
|                 | Sinosaurosphargis                                                   |
|                 |                                                                     |

|  | Saurosphargis     |
|  |                   |
|  | Sinosaurosphargis |
|  |                   |

|                 | Thalattosauriformes                                                 |
|                 |                                                                     |
| Saurosphargidae | \| \| Saurosphargis \| \| \| \| \| \| Sinosaurosphargis \| \| \| \| |
|                 | \| \| Saurosphargis \| \| \| \| \| \| Sinosaurosphargis \| \| \| \| |
|                 | Saurosphargis                                                       |
|                 |                                                                     |
|                 | Sinosaurosphargis                                                   |
|                 |                                                                     |

|  | Saurosphargis     |
|  |                   |
|  | Sinosaurosphargis |
|  |                   |

|  | Placodontia     |
|  |                 |
|  | Eosauropterygia |
|  |                 |

|                 | Thalattosauriformes                                                 |
|                 |                                                                     |
| Saurosphargidae | \| \| Saurosphargis \| \| \| \| \| \| Sinosaurosphargis \| \| \| \| |
|                 | \| \| Saurosphargis \| \| \| \| \| \| Sinosaurosphargis \| \| \| \| |
|                 | Saurosphargis                                                       |
|                 |                                                                     |
|                 | Sinosaurosphargis                                                   |
|                 |                                                                     |

|  | Saurosphargis     |
|  |                   |
|  | Sinosaurosphargis |
|  |                   |

|                 | Thalattosauriformes                                                 |
|                 |                                                                     |
| Saurosphargidae | \| \| Saurosphargis \| \| \| \| \| \| Sinosaurosphargis \| \| \| \| |
|                 | \| \| Saurosphargis \| \| \| \| \| \| Sinosaurosphargis \| \| \| \| |
|                 | Saurosphargis                                                       |
|                 |                                                                     |
|                 | Sinosaurosphargis                                                   |
|                 |                                                                     |

|  | Saurosphargis     |
|  |                   |
|  | Sinosaurosphargis |
|  |                   |

|  | Helveticosaurus |
|  |                 |
|  | Eusaurosphargis |
|  |                 |

|  | Placodontia     |
|  |                 |
|  | Eosauropterygia |
|  |                 |

|                 | Thalattosauriformes                                                 |
|                 |                                                                     |
| Saurosphargidae | \| \| Saurosphargis \| \| \| \| \| \| Sinosaurosphargis \| \| \| \| |
|                 | \| \| Saurosphargis \| \| \| \| \| \| Sinosaurosphargis \| \| \| \| |
|                 | Saurosphargis                                                       |
|                 |                                                                     |
|                 | Sinosaurosphargis                                                   |
|                 |                                                                     |

|  | Saurosphargis     |
|  |                   |
|  | Sinosaurosphargis |
|  |                   |

|                 | Thalattosauriformes                                                 |
|                 |                                                                     |
| Saurosphargidae | \| \| Saurosphargis \| \| \| \| \| \| Sinosaurosphargis \| \| \| \| |
|                 | \| \| Saurosphargis \| \| \| \| \| \| Sinosaurosphargis \| \| \| \| |
|                 | Saurosphargis                                                       |
|                 |                                                                     |
|                 | Sinosaurosphargis                                                   |
|                 |                                                                     |

|  | Saurosphargis     |
|  |                   |
|  | Sinosaurosphargis |
|  |                   |

|  | Placodontia     |
|  |                 |
|  | Eosauropterygia |
|  |                 |

|                 | Thalattosauriformes                                                 |
|                 |                                                                     |
| Saurosphargidae | \| \| Saurosphargis \| \| \| \| \| \| Sinosaurosphargis \| \| \| \| |
|                 | \| \| Saurosphargis \| \| \| \| \| \| Sinosaurosphargis \| \| \| \| |
|                 | Saurosphargis                                                       |
|                 |                                                                     |
|                 | Sinosaurosphargis                                                   |
|                 |                                                                     |

|  | Saurosphargis     |
|  |                   |
|  | Sinosaurosphargis |
|  |                   |

|                 | Thalattosauriformes                                                 |
|                 |                                                                     |
| Saurosphargidae | \| \| Saurosphargis \| \| \| \| \| \| Sinosaurosphargis \| \| \| \| |
|                 | \| \| Saurosphargis \| \| \| \| \| \| Sinosaurosphargis \| \| \| \| |
|                 | Saurosphargis                                                       |
|                 |                                                                     |
|                 | Sinosaurosphargis                                                   |
|                 |                                                                     |

|  | Saurosphargis     |
|  |                   |
|  | Sinosaurosphargis |
|  |                   |

|  | Odontochelys                                               |
|  |                                                            |
|  | \| \| Proganochelys \| \| \| \| \| \| Chelydra \| \| \| \| |
|  |                                                            |
|  | Proganochelys                                              |
|  |                                                            |
|  | Chelydra                                                   |
|  |                                                            |

|  | Proganochelys |
|  |               |
|  | Chelydra      |
|  |               |

|  | Helveticosaurus |
|  |                 |
|  | Eusaurosphargis |
|  |                 |

|  | Placodontia     |
|  |                 |
|  | Eosauropterygia |
|  |                 |

|                 | Thalattosauriformes                                                 |
|                 |                                                                     |
| Saurosphargidae | \| \| Saurosphargis \| \| \| \| \| \| Sinosaurosphargis \| \| \| \| |
|                 | \| \| Saurosphargis \| \| \| \| \| \| Sinosaurosphargis \| \| \| \| |
|                 | Saurosphargis                                                       |
|                 |                                                                     |
|                 | Sinosaurosphargis                                                   |
|                 |                                                                     |

|  | Saurosphargis     |
|  |                   |
|  | Sinosaurosphargis |
|  |                   |

|                 | Thalattosauriformes                                                 |
|                 |                                                                     |
| Saurosphargidae | \| \| Saurosphargis \| \| \| \| \| \| Sinosaurosphargis \| \| \| \| |
|                 | \| \| Saurosphargis \| \| \| \| \| \| Sinosaurosphargis \| \| \| \| |
|                 | Saurosphargis                                                       |
|                 |                                                                     |
|                 | Sinosaurosphargis                                                   |
|                 |                                                                     |

|  | Saurosphargis     |
|  |                   |
|  | Sinosaurosphargis |
|  |                   |

|  | Placodontia     |
|  |                 |
|  | Eosauropterygia |
|  |                 |

|                 | Thalattosauriformes                                                 |
|                 |                                                                     |
| Saurosphargidae | \| \| Saurosphargis \| \| \| \| \| \| Sinosaurosphargis \| \| \| \| |
|                 | \| \| Saurosphargis \| \| \| \| \| \| Sinosaurosphargis \| \| \| \| |
|                 | Saurosphargis                                                       |
|                 |                                                                     |
|                 | Sinosaurosphargis                                                   |
|                 |                                                                     |

|  | Saurosphargis     |
|  |                   |
|  | Sinosaurosphargis |
|  |                   |

|                 | Thalattosauriformes                                                 |
|                 |                                                                     |
| Saurosphargidae | \| \| Saurosphargis \| \| \| \| \| \| Sinosaurosphargis \| \| \| \| |
|                 | \| \| Saurosphargis \| \| \| \| \| \| Sinosaurosphargis \| \| \| \| |
|                 | Saurosphargis                                                       |
|                 |                                                                     |
|                 | Sinosaurosphargis                                                   |
|                 |                                                                     |

|  | Saurosphargis     |
|  |                   |
|  | Sinosaurosphargis |
|  |                   |

|  | Helveticosaurus |
|  |                 |
|  | Eusaurosphargis |
|  |                 |

|  | Placodontia     |
|  |                 |
|  | Eosauropterygia |
|  |                 |

|                 | Thalattosauriformes                                                 |
|                 |                                                                     |
| Saurosphargidae | \| \| Saurosphargis \| \| \| \| \| \| Sinosaurosphargis \| \| \| \| |
|                 | \| \| Saurosphargis \| \| \| \| \| \| Sinosaurosphargis \| \| \| \| |
|                 | Saurosphargis                                                       |
|                 |                                                                     |
|                 | Sinosaurosphargis                                                   |
|                 |                                                                     |

|  | Saurosphargis     |
|  |                   |
|  | Sinosaurosphargis |
|  |                   |

|                 | Thalattosauriformes                                                 |
|                 |                                                                     |
| Saurosphargidae | \| \| Saurosphargis \| \| \| \| \| \| Sinosaurosphargis \| \| \| \| |
|                 | \| \| Saurosphargis \| \| \| \| \| \| Sinosaurosphargis \| \| \| \| |
|                 | Saurosphargis                                                       |
|                 |                                                                     |
|                 | Sinosaurosphargis                                                   |
|                 |                                                                     |

|  | Saurosphargis     |
|  |                   |
|  | Sinosaurosphargis |
|  |                   |

|  | Placodontia     |
|  |                 |
|  | Eosauropterygia |
|  |                 |

|                 | Thalattosauriformes                                                 |
|                 |                                                                     |
| Saurosphargidae | \| \| Saurosphargis \| \| \| \| \| \| Sinosaurosphargis \| \| \| \| |
|                 | \| \| Saurosphargis \| \| \| \| \| \| Sinosaurosphargis \| \| \| \| |
|                 | Saurosphargis                                                       |
|                 |                                                                     |
|                 | Sinosaurosphargis                                                   |
|                 |                                                                     |

|  | Saurosphargis     |
|  |                   |
|  | Sinosaurosphargis |
|  |                   |

|                 | Thalattosauriformes                                                 |
|                 |                                                                     |
| Saurosphargidae | \| \| Saurosphargis \| \| \| \| \| \| Sinosaurosphargis \| \| \| \| |
|                 | \| \| Saurosphargis \| \| \| \| \| \| Sinosaurosphargis \| \| \| \| |
|                 | Saurosphargis                                                       |
|                 |                                                                     |
|                 | Sinosaurosphargis                                                   |
|                 |                                                                     |

|  | Saurosphargis     |
|  |                   |
|  | Sinosaurosphargis |
|  |                   |

|  | Odontochelys                                               |
|  |                                                            |
|  | \| \| Proganochelys \| \| \| \| \| \| Chelydra \| \| \| \| |
|  |                                                            |
|  | Proganochelys                                              |
|  |                                                            |
|  | Chelydra                                                   |
|  |                                                            |

|  | Proganochelys |
|  |               |
|  | Chelydra      |
|  |               |

|  | Helveticosaurus |
|  |                 |
|  | Eusaurosphargis |
|  |                 |

|  | Placodontia     |
|  |                 |
|  | Eosauropterygia |
|  |                 |

|                 | Thalattosauriformes                                                 |
|                 |                                                                     |
| Saurosphargidae | \| \| Saurosphargis \| \| \| \| \| \| Sinosaurosphargis \| \| \| \| |
|                 | \| \| Saurosphargis \| \| \| \| \| \| Sinosaurosphargis \| \| \| \| |
|                 | Saurosphargis                                                       |
|                 |                                                                     |
|                 | Sinosaurosphargis                                                   |
|                 |                                                                     |

|  | Saurosphargis     |
|  |                   |
|  | Sinosaurosphargis |
|  |                   |

|                 | Thalattosauriformes                                                 |
|                 |                                                                     |
| Saurosphargidae | \| \| Saurosphargis \| \| \| \| \| \| Sinosaurosphargis \| \| \| \| |
|                 | \| \| Saurosphargis \| \| \| \| \| \| Sinosaurosphargis \| \| \| \| |
|                 | Saurosphargis                                                       |
|                 |                                                                     |
|                 | Sinosaurosphargis                                                   |
|                 |                                                                     |

|  | Saurosphargis     |
|  |                   |
|  | Sinosaurosphargis |
|  |                   |

|  | Placodontia     |
|  |                 |
|  | Eosauropterygia |
|  |                 |

|                 | Thalattosauriformes                                                 |
|                 |                                                                     |
| Saurosphargidae | \| \| Saurosphargis \| \| \| \| \| \| Sinosaurosphargis \| \| \| \| |
|                 | \| \| Saurosphargis \| \| \| \| \| \| Sinosaurosphargis \| \| \| \| |
|                 | Saurosphargis                                                       |
|                 |                                                                     |
|                 | Sinosaurosphargis                                                   |
|                 |                                                                     |

|  | Saurosphargis     |
|  |                   |
|  | Sinosaurosphargis |
|  |                   |

|                 | Thalattosauriformes                                                 |
|                 |                                                                     |
| Saurosphargidae | \| \| Saurosphargis \| \| \| \| \| \| Sinosaurosphargis \| \| \| \| |
|                 | \| \| Saurosphargis \| \| \| \| \| \| Sinosaurosphargis \| \| \| \| |
|                 | Saurosphargis                                                       |
|                 |                                                                     |
|                 | Sinosaurosphargis                                                   |
|                 |                                                                     |

|  | Saurosphargis     |
|  |                   |
|  | Sinosaurosphargis |
|  |                   |

|  | Helveticosaurus |
|  |                 |
|  | Eusaurosphargis |
|  |                 |

|  | Placodontia     |
|  |                 |
|  | Eosauropterygia |
|  |                 |

|                 | Thalattosauriformes                                                 |
|                 |                                                                     |
| Saurosphargidae | \| \| Saurosphargis \| \| \| \| \| \| Sinosaurosphargis \| \| \| \| |
|                 | \| \| Saurosphargis \| \| \| \| \| \| Sinosaurosphargis \| \| \| \| |
|                 | Saurosphargis                                                       |
|                 |                                                                     |
|                 | Sinosaurosphargis                                                   |
|                 |                                                                     |

|  | Saurosphargis     |
|  |                   |
|  | Sinosaurosphargis |
|  |                   |

|                 | Thalattosauriformes                                                 |
|                 |                                                                     |
| Saurosphargidae | \| \| Saurosphargis \| \| \| \| \| \| Sinosaurosphargis \| \| \| \| |
|                 | \| \| Saurosphargis \| \| \| \| \| \| Sinosaurosphargis \| \| \| \| |
|                 | Saurosphargis                                                       |
|                 |                                                                     |
|                 | Sinosaurosphargis                                                   |
|                 |                                                                     |

|  | Saurosphargis     |
|  |                   |
|  | Sinosaurosphargis |
|  |                   |

|  | Placodontia     |
|  |                 |
|  | Eosauropterygia |
|  |                 |

|                 | Thalattosauriformes                                                 |
|                 |                                                                     |
| Saurosphargidae | \| \| Saurosphargis \| \| \| \| \| \| Sinosaurosphargis \| \| \| \| |
|                 | \| \| Saurosphargis \| \| \| \| \| \| Sinosaurosphargis \| \| \| \| |
|                 | Saurosphargis                                                       |
|                 |                                                                     |
|                 | Sinosaurosphargis                                                   |
|                 |                                                                     |

|  | Saurosphargis     |
|  |                   |
|  | Sinosaurosphargis |
|  |                   |

|                 | Thalattosauriformes                                                 |
|                 |                                                                     |
| Saurosphargidae | \| \| Saurosphargis \| \| \| \| \| \| Sinosaurosphargis \| \| \| \| |
|                 | \| \| Saurosphargis \| \| \| \| \| \| Sinosaurosphargis \| \| \| \| |
|                 | Saurosphargis                                                       |
|                 |                                                                     |
|                 | Sinosaurosphargis                                                   |
|                 |                                                                     |

|  | Saurosphargis     |
|  |                   |
|  | Sinosaurosphargis |
|  |                   |